# شارلی حمیدو
شارلی حمیدو (انگلیسی: Ibrahim Abdel Hamidu Sharli) یک بازیکن فوتبال اهل مصر است.

## تیم ملی
وی عضو تیم ملی فوتبال مصر در جام جهانی فوتبال ۱۹۳۴ بوده است.